# 渡辺満里奈 見つめてMY HEART
渡辺満里奈 見つめてMY HEART（わたなべまりな みつめてマイハート）は、1988年4月10日から1989年4月2日までニッポン放送で放送されていたラジオ番組。パーソナリティは渡辺満里奈。放送時間は毎週日曜日 21:30 - 22:00。

## 概要
渡辺満里奈は、『おニャン子のアブない夜だよ』（1987年4月6日 - 9月）でラジオ初レギュラー、その後継番組『おちゃめな夜だよいたずらレモン』の最初の3か月（1987年10月 - 1987年12月）にレギュラー出演したのち、3か月のブランクを置いて本番組がスタートした。途中1988年10月からは本番組は日清製粉提供の『ハロームービー』枠に入り、番組タイトルも「ハロームービー 渡辺満里奈 見つめてMY HEART」に変わった。なお、ネット局は無く、ニッポン放送のみでの放送だった。
『スクールズマップ』コーナーなど、学校ネタが多い番組とされていた。届いたはがきは渡辺自身も大切に扱い、採用されなかったものも持ち帰って、必要があれば返事を書いていたこともあったという。
毎回のオープニングでも発せられていた本番組のキャッチコピーは「まんまる満里奈のポンポコタイム」。エンディングでは「来週も、あなたの優しいその瞳で、私をそっと、見つめてMY HEART」と締めのあいさつをするのが通例であった。しかし本番組はプロ野球中継枠『ショウアップナイター』の直後の時間の放送であり、同枠でのナイター中継が延長した場合、度々本番組は短縮または休止になり、第1回放送予定だった回も休止となった。しかしその時のために、中止となった回の放送分を収録したカセットテープを抽選で5名にプレゼントしていた。
『ハロームービー』枠に入って以降は番組中に映画紹介コーナーも設けられ、このコーナー中には当時ニッポン放送アナウンサーだった寺内たけしも出演していた。
月刊ラジオパラダイス（三才ブックス）の人気投票でもベストテン入りするなど全体的に本番組の順位が高く、番組人気投票では最高7位、1989年度の年間ベストテン（番組部門）でも第10位。渡辺満里奈個人でもパーソナリティ番組人気投票で最高8位、1989年度の年間ベストテン（パーソナリティ部門）でも第9位に入った。
本番組が放送されていた間、直後の22:00からは『渡辺美奈代 恋はちょっぴり』が放送されており、元おニャン子クラブの「W渡辺」の番組が2本続けて放送されていた。
渡辺がニッポン放送で再びパーソナリティを担当するのは、本番組終了から29年後の『オールナイトニッポン MUSIC10』（2018年1月4日から・木曜日）となる。

## 主なコーナー
- チャレンジ満里奈[2]
  - オペラやアルバイトなど、様々なことに挑戦するコーナー。
- 満里奈のものまねパフォーマンス[2]
  - 色々なものまねの技を披露していた。公開録音では南野陽子の『話しかけたかった』を披露したこともあった[7]。1989年1月の時点では「近頃苦戦が続く」とも[1]。
- スクールズマップ[1]
  - 文化祭、修学旅行など、リスナーの様々な学校にまつわる思い出話を募集していた。

他

## ゲスト
- 工藤静香（1988年6月19日）
- 生稲晃子（1988年11月27日）
- とんねるず（1988年12月4日）
- 錦織一清（少年隊）（1989年2月26日）
他